# Brachodes mesopotamica
Brachodes mesopotamica is een vlinder uit de familie Brachodidae. De wetenschappelijke naam van de soort is voor het eerst geldig gepubliceerd in 1949 door Hans Georg Amsel.